# Gästriklands Folkblad
Gästriklands Folkblad var en svensk kommunistisk tidning som utkom varannan dag och utgavs i Sandviken, Sverige mellan juli 1921 och augusti 1922. Karl Gustaf Ragnar Almgren var redaktör.

### Fotnoter
1. ↑  Nya Lundstedt - dagstidningar / Kungl. biblioteket